# Lilian Oldland
Lilian Oldland (7 de fevereiro de 1903 – Outubro de 1984) foi uma atriz britânica, que apareceu em mais de vinte filmes entre 1925 e 1935. Nascida em Gloucester, Reino Unido, em 1903, ela fez sua estreia no cinema em The Secret Kingdom. Em 1930, ela mudou seu nome para Mary Newland, e foi creditada com esse pseudônimo em diante. Ela fez seu último filme The Silent Passenger, em 1935. Foi casada com o ator Reginald Denham.

## Filmografia selecionada
- The Further Adventures of the Flag Lieutenant (1927)
- Virginia's Husband (1928)
- Troublesome Wives (1928)
- To Oblige a Lady (1931)
- Jealousy (1931)
- Ask Beccles (1933)
- The Jewel (1933)
- Easy Money (1934)
- Death at Broadcasting House (1934)
- The Small Man (1935)
- The Price of Wisdom (1935)
- The Silent Passenger (1935)